# Christian Friedrich David Schubart
Christian Friedrich Daniel Schubart, (Obersontheim, 1739. március 24. – Stuttgart, 1791. október 10. ) német költő, szövegíró.

## Életpályája
1768-ban orgonista ós zeneigazgató volt Ludwigsburgban, ahonnan egy paródiája miatt kiutasították. Ezóta az irodalomnak és zenének élt, de kicsapongásai miatt sok baja volt. 1774-ben Augsburgban megindította a Deutsche Chronikot, de ezt a hatóság betiltotta, mire Ulmba ment. 1777-ben elfogták és Hohenasperg várába vitték, ahol tíz évig börtönben ült. A porosz király közbenjárására 1787-ben szabadon bocsátották és az udvari zenekar, valamint a stuttgarti színház igazgatójává nevezték ki.

## Művei

### Irodalmi művei
- Zaubereien (Ulm 1766)
- Todesgesänge (uo. 1767)
- Gedichte aus dem Kerker (Zürich 1785)
- Sämtliche Gedichte (Stuttgart 1785, 2 kötet)
- Gesammelte Schriften (ugyanott, 1839—41, 2 kötet)

### Zenei művei
Zenei munkái közül említendők:
- Drei Hefte musikalische Rhapsodien (Stuttgart, 1786)
- Ideen zur Aesthetik der Tonkunst; ezeket fia adta ki (Bécs, 1806)